# 茶道

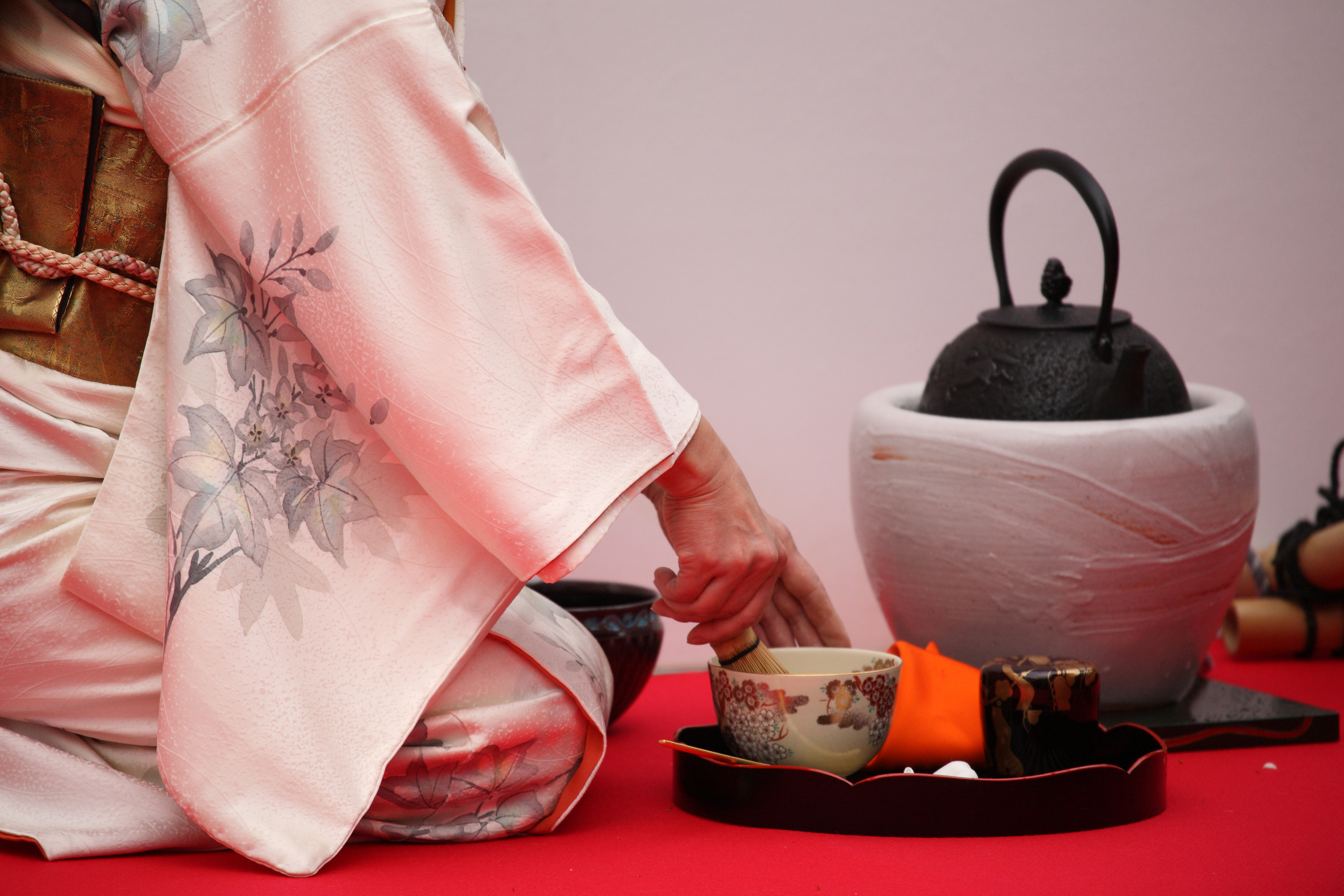
茶を点てる様子。写真は、盆と鉄瓶を使った簡略的な点茶の例。

茶道（さどう、ちゃどう）は、湯を沸かし、茶を練（ね）るか点（た）てる、あるいは淹れ、茶を振る舞う日本伝統の行為（茶の儀式）。また、それを基本とした様式と芸道。
主客の一体感を旨とし、茶碗に始まる茶道具や茶室の床の間にかける禅語などの掛け物は個々の美術品である以上に全体を構成する要素として一体となり、茶事として進行するその時間自体が総合芸術とされる。
現在一般に、茶道といえば抹茶を用いる茶道のことだが、江戸期に成立した煎茶を用いる煎茶道も含む。

## 名称
元来「茶湯（さのゆ、ちゃのゆ）」といった。千利休は「数寄道」、古田織部は「茶湯」と呼んでいたが、小堀遠州は「茶の道」と呼んで「道」の字が使われ始め、やがて江戸時代17世紀後半には茶道（さどう）とも呼ばれるようになった（『茶話指月集』『南方録』など）。表千家や千家以外の多くの流派では「さどう」、裏千家では「ちゃどう」と読む。
「茶道」の英語訳としては tea ceremony (ティーセレモニー) のほか、茶道の表千家と裏千家ではそれぞれ the way of tea(ザ ウェイ オブ ティー)、chanoyu を用いている。岡倉覚三（天心）は英文の著書 The Book of Tea（『茶の本』）において、Teaism と tea ceremony という用語を使い分けている。

## 濃茶と薄茶
茶道で用いる抹茶は用いる湯の量により濃茶（こいちゃ）と薄茶（うすちゃ）に分かれる。濃茶を作ることを「濃茶を練る（ねる）」、薄茶を作ることを「薄茶を点てる（たてる）」という。
千利休の時代には「お茶といえば濃茶を指し、薄茶の時のみ、特に薄茶または後の薄茶と記述されて」おり、現在の茶道でも、濃茶を「主」、薄茶を「副（そえ）」、「略式」と捉えている。
濃茶の方が抹茶の味が濃くなるため、渋みが少なくうま味が多い高価な抹茶を用いる。また薄茶では渋みを抑えるため泡を立てるが、濃茶は泡を立てない。

## 茶事と茶会
茶道で茶事（ちゃじ、表千家では「さじ」）と茶会（ちゃかい）はいずれも客を招いて茶を飲む会合であるが、前者は「茶を供する次第（必ず懐石料理を含む）方法を厳密な茶の湯の法則に従って行う」のに対し、後者は略式のものである。
茶事や茶会に招く人物を「亭主」といい、招かれた客のうち主賓を「正客」（しょうきゃく）、その次を「次客」（じきゃく）、以下、「三客」（さんきゃく）、「四客」（よんきゃく）…と続き、末席を「詰め」（つめ）という。

### 茶会
千利休の時代には茶会と茶事の区別はなく、全て「茶会」と言っていたが、今日では「一日に多数（1000人ほどになることもある）の客を数ヵ所の茶席を設けて行う」大寄せ茶会（おおよせちゃかい）の事を単に「茶会」（あるいは「大寄せ」）と呼ぶ。
大寄せ茶会では、濃茶または薄茶の一方だけを振る舞う。これらの他に「点心」（てんしん）という、懐石を簡略化した弁当が供される事もあり、そのような茶会は「点心席」と呼ばれる。

### 茶事
茶事では「喫茶のみで成り立つものでなく」、必ず食事（懐石）を伴う事を特徴とする。懐石は「一時の空腹をしのぐための」料理という位置づけで、「元来は簡素な素人料理で」、今日でも本膳料理よりも簡素である。
茶事の流れは（客の視点からは）下記のとおりである：
1. 待合（まちあい）：「寄付待合」で身支度をし[7]、「腰掛待合」で待つ[7]。亭主に呼ばれたら蹲で手と口を清める[7]。
2. 席入り（せきいり）：茶室に入り[7]、挨拶する[7]。
3. 初座（しょざ）：初炭（しょずみ、最初に炉または風炉に炭を入れる事）[9][7]の後、懐石を食べ[7]、主菓子（おもがし）を食べる[7]
4. 中立（なかだち）：一旦庭に出て休憩する[7]
5. 後座（ござ）：再び茶室に戻り、後炭（ごずみ、濃茶の前に炭をつぐ事）[9][7]の後、濃茶を飲み[7]、干菓子を食べ[7]、薄茶を飲む[7]
6. 退席（たいせき）：退席する[7]

以上の流れの途中で茶室や茶器を拝見する。具体的には茶室に入ったら床の間、炉、釜を拝見し、初炭のあとに香合を拝見し、濃茶を全員飲み終えた後に茶入れ、茶杓、仕覆を拝見し、薄茶の後に棗、茶杓を拝見する。
濃茶は一つの茶碗を用いて客が皆で回し飲み（「吸茶」という）をするが、薄茶は客の一人ひとりに茶碗が与えられ、回し飲みはしない。
また茶道では抹茶の味を味わう為、菓子を食べ終わった後に抹茶を飲む。なお、薄茶の前に食べるのが干菓子であるのに対し、濃茶の前に食べる主菓子は生菓子である。

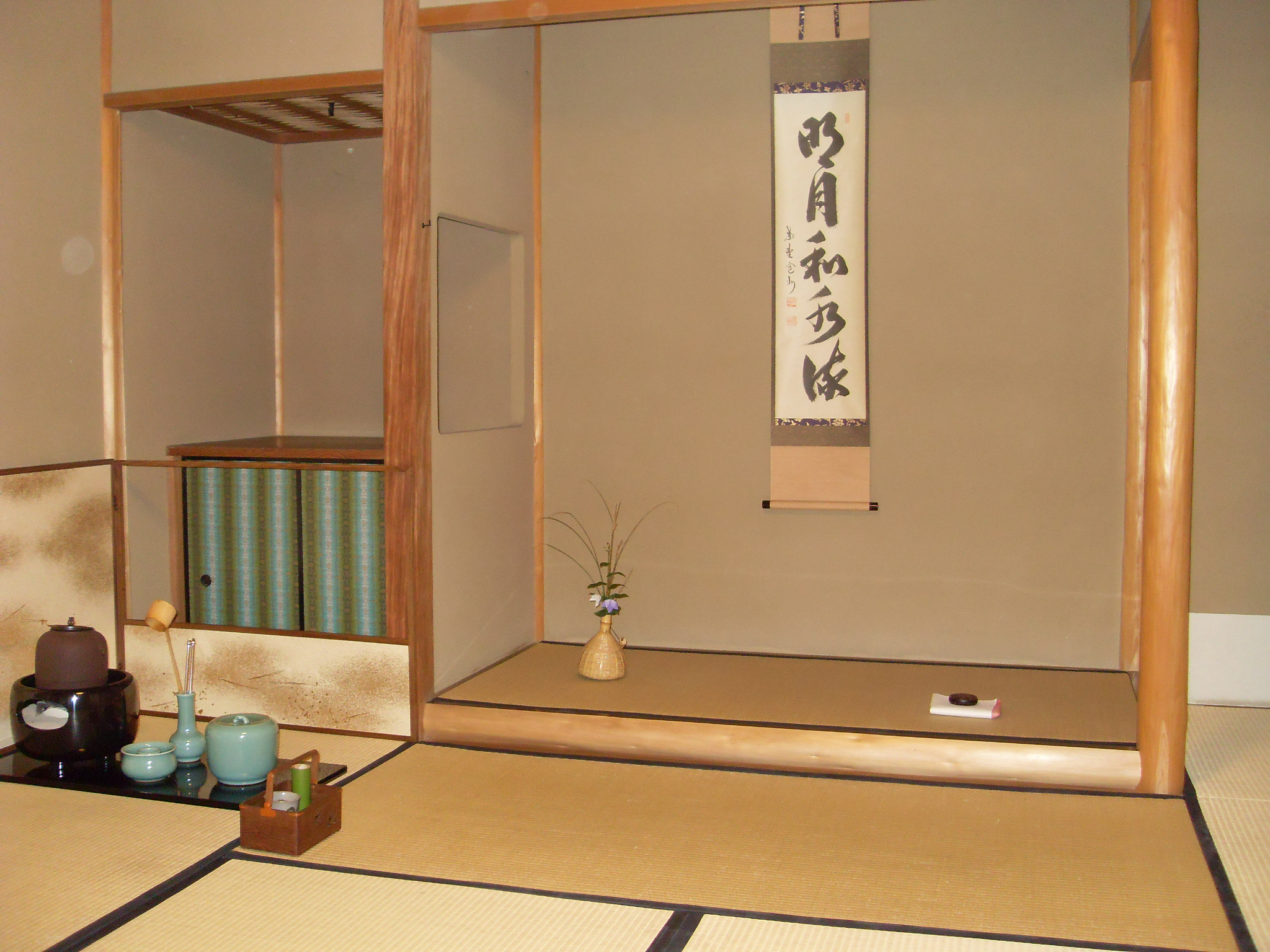
広間の茶室の例 道具は左から風炉と釜、建水、柄杓立と柄杓、水指、煙草盆と火入・灰吹。床の間には掛物（一行書「明月和水流」）と花入、香合を飾る。

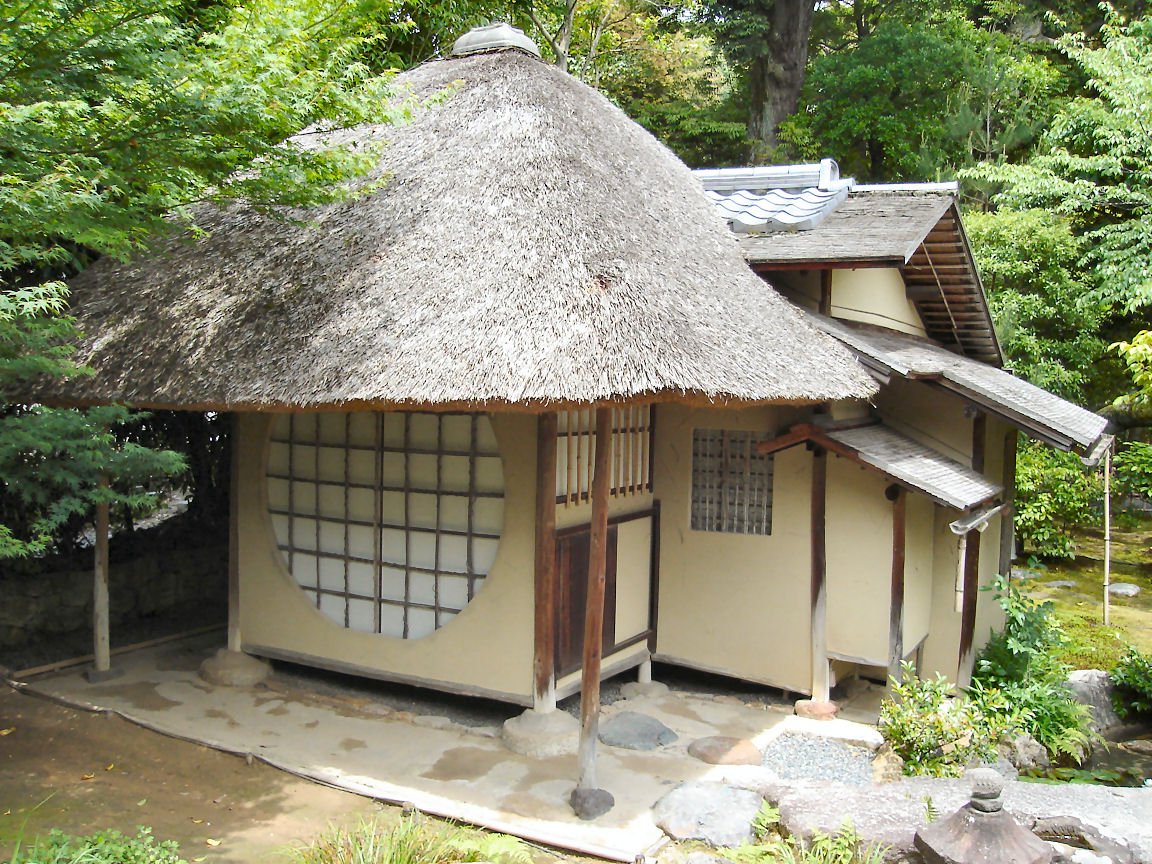
草庵風茶室の例（高台寺遺芳庵）

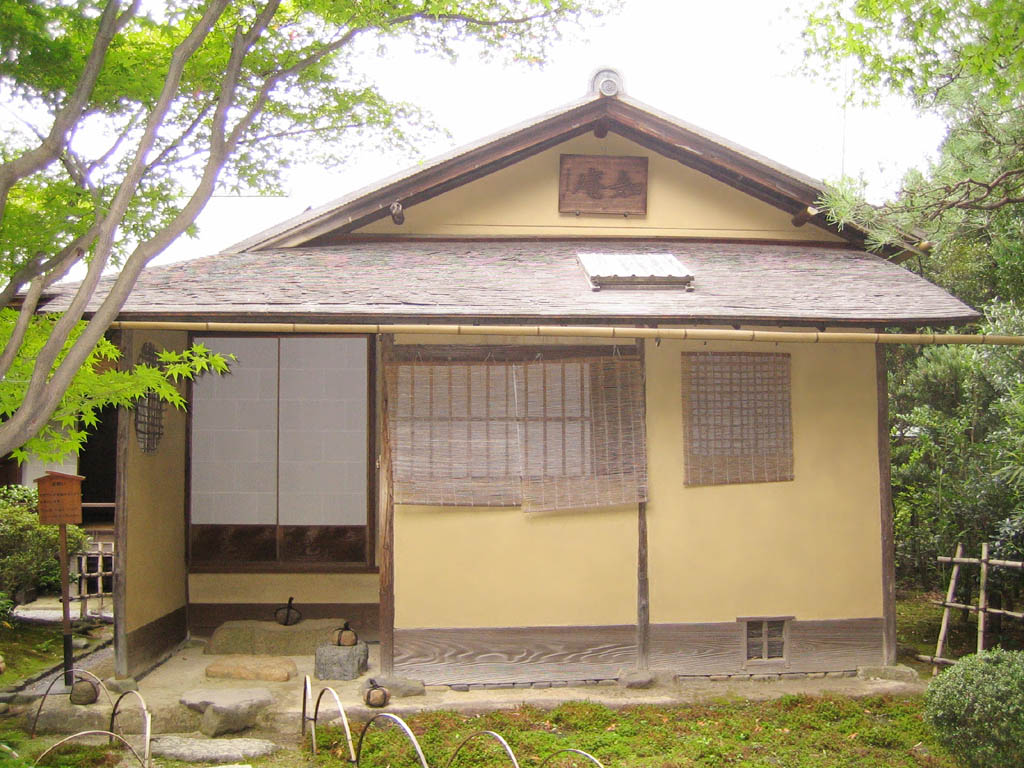
草庵風茶室の例（如庵）

## 歴史
初めて中国から体系的に茶の知識を持ち込んだ書物は唐の陸羽（733年 - 804年）の書いた『茶経』と言われている。この本には、茶の木の育て方、収穫方法と道具、たてかた、飲み方、歴史などが詳しく書かれ、奈良時代の729年と749年には宮廷や東大寺で行茶の儀が行われたとされている。
諸説はあるものの茶を飲む習慣は奈良時代から平安時代までには始まったとされ、当時、中国茶は現代の烏龍茶に似た微発酵茶と考えられている。この茶の色こそが現代日本人のいうところの茶色である。また、茶を飲む方式も、中国の唐の方式を伝える団茶、すなわち茶の葉を圧搾して煉瓦のように固めたものを削って用いるものであった。当時は茶を薬用、または仏事用として用いており、必要量のみを煎じて飲んだと考えられている。従来この飲茶習慣は根付かず廃れてしまったと考えられていたが、最近では貴族や僧の間で継続的に愛好されていたと考えられている。
儀礼に茶を用いた早い例は、天台大師智顗の忌日に行う「比叡霜月会（ひえいしもつきえ）」である。源為憲の『三宝絵詞』は、延暦17年（798）に最澄が比叡山で天台大師智顗を偲んで十日間に渡る法華経の講説を行い、講を終えた11月24日の天台大師供では智顗の「霊応図」を掛け、その前に茶と菓子を供えた、という。
現在行われている抹茶の方式を伝えたのは、鎌倉時代に日本に禅宗を伝えた建仁寺の栄西である。仁安3年（1168）に宗から持ち帰った茶の種を肥前と筑前の境にある背振山に植えた。また、これがやがて博多の崇福寺を経由して京都栂尾の明恵上人にも贈られ、上人がそれを山中に植えたのが栂尾茶の起源である。この栂尾茶は後に宇治の茶園が盛んになるまでは本場の茶という意味で本茶と呼ばれ、それ以外の土地でできた茶は非茶といわれた。
茶の栽培が普及すると茶を飲む習慣が一般に普及していった。栄西は1214年に茶とともに茶の徳をたたえた『喫茶養生記』を源実朝に献上したり、茶の飲みかたや栽培法を伝えていくなどした。これらは武士階級に茶が広まる足がかりとなった。
また、道元は中国の禅寺の清規を基に『永平清規』を著したが、その中には「茶礼」という茶を供する際の儀礼、作法が説かれている。1223年には加藤四郎左衛門が宋で陶器の技術を学び、帰国後尾張に藤四郎焼の窯を開いた。また、1267年には南浦紹明が中国の径山寺から日本に初めて台子を持ち帰った。
鎌倉時代最末期、後醍醐天皇や光厳天皇の宮廷で闘茶という、飲んだ茶の本非（本茶と非茶）や産地を飲み当てる一種の博打が催され、建武の新政・南北朝時代・室町時代には庶民や武士の間でも流行し（『二条河原の落書』）、あまりの流行に武家法で禁じられるほどだった（『建武式目』）。また、本場中国の茶器「唐物」がもてはやされ、大金を使って蒐集し、これを使用して盛大な茶会を催すことが大名の間で流行した（これを「唐物数寄」と呼ぶ）。この流行は応仁の乱で茶会どころではなくなる15世紀後半まで続いた。これに対し、足利義政の茶の師匠である村田珠光が茶会での博打や飲酒を禁止し、亭主と客との精神交流を重視する茶会のあり方を説いた。これがわび茶の源流となっていく。
1472年、義政は息子に将軍位を譲り東山に隠棲した。その隠居所に建てられた東求堂に、同仁斎と呼ばれる日本最古の書院茶の湯形式の茶室がある。この四畳半の簡素な小部屋で禁欲的な茶礼と、同朋衆として知られる唐物数寄の人々による中国渡来の美術品の鑑評会が融合し、書院茶の湯として展開した。
一方で平安初期以来の団茶系統の茶も寺家の間では続いていたと考えられ、これがやがて煎茶の勃興にいたる。
わび茶はその後、堺の町衆である武野紹鷗、その弟子の千利休によって安土桃山時代に完成されるに至った。利休のわび茶は武士階層にも広まり、蒲生氏郷、細川三斎、牧村兵部、瀬田掃部、古田織部、芝山監物、高山右近ら「利休七哲」と呼ばれる弟子たちを生んでいく。
一方で、戦国時代が終わりを告げるとともに、平和な世で成熟しつつある文化を反映し、わび茶から発展した武家茶道が登場した。大名茶などとも呼ばれ、町衆の茶道とは異なり、武家の礼法を取り入れた格式を持つ芸術として各藩の上級武士に取り入れられ、全国各地に茶道が広まるとともに、国焼と呼ばれる陶磁器の生産の振興にも寄与した。古田織部(織部流)、小堀遠州(小堀遠州流など)、片桐石州(石州流諸派) 、織田有楽(有楽流)など、武家茶道にも様々な流派があるが、特に小堀遠州に代表されるきれい寂びのように、王朝文化を取り入れつつも、華やかでない寂びた美を見出すようなこれまでにない茶道が確立された。また、江戸時代、将軍のもとで行われた茶道を「柳営茶道」といい、2代将軍徳川秀忠には古田織部、3代将軍徳川家光には小堀遠州、4代以降には主に片桐石州を祖とする石州流伊佐派が茶道指南役として就き、茶道文化の発展に貢献した。現代においても、石州流伊佐派、小堀遠州流、御家流、鎮信流が柳営会において茶会を開き、武家茶道の伝統を継承している。
江戸時代前期までの茶の湯人口は、主に大名・豪商などが中心のものであり、主に、織部流・小堀遠州流・石州流であったが、江戸中期に町人階級が経済的勃興するとともに飛躍的に増加した。これらの町人階級を主とする新たな茶の湯参入者を迎え入れたのが、元々町方の出自である三千家を中心とする千家系の流派である。この時、大量の門弟をまとめるために、現在では伝統芸能において一般に見られる組織形態：家元制度が確立した。また、表千家7代如心斎天然、裏千家8代又玄斎一燈、如心斎の高弟、江戸千家初代川上不白などによって、大勢の門弟に対処するための新たな稽古方法として、七事式が考案された。これらの努力によって茶の湯は、庄屋、名主や商人などの習い事として日本全国に広く普及したのである。ただ、同時に茶の湯の大衆化に拍車がかかり、遊芸化が進んでしまった結果、千利休の茶の湯から遠ざかってしまったという弊害もある。「わび・さび」に対する理解も次第に変質し、美しい石灯籠を「完璧すぎる」とわざと打ち欠いたり、割れて接いだ茶碗を珍重するなど、大衆には理解し難い振る舞いもあって、庶民の間で「茶人」が「変人」の隠語となる事態も招いた（禅の極端化にも共通する過度の精神主義であるし、「粋な自分」を誇示する、本来の茶道とは外れた行為でもある）。
他方でこのような遊芸化の傾向に対して、本来の茶道の目的である「人をもてなす際に現れる心の美しさ」が強調されるようになる。この際に大徳寺派の臨済宗寺院が大きな役割を果たし、利休流茶道の根本とされる「和敬清寂」という標語もこの過程で生み出された。各流派による点前の形態や茶会様式の体系化といった様式の整備に加えて、「人をもてなす事の本質とは」と言った茶道本来の精神を見直すことによって、現在「茶道」と呼んでいる茶の湯が完成したのである。
江戸末期になると、武家の教養として作法が確立されてしまっている抹茶の茶の湯を嫌い、気軽に楽しめる茶を求める声が町衆から出てきた。同時期に、単なる嗜好品と化してしまった煎茶の現状を憂い、煎茶に「道」を求める声があがった。これらの声をくみ上げる形で、江戸時代中期に黄檗宗万福寺の元僧売茶翁（高遊外）が行っていた煎茶に改めて煎茶の作法を定めたのが煎茶道である。煎茶道は漢詩の文人文化を中心に広まり様式確立されていった。煎茶を好んだ著名人として江戸初期の石川丈山、中期に上田秋成、後期には頼山陽の名が挙げられる。当初は「煎（に）る茶」であった煎茶だが中国での流行の影響や茶葉生産の改良を受けて「掩（だ）し茶」に変わっている。
明治時代になると、封建制度が崩壊し、諸藩に庇護されていた各流派が財政的に困難に陥るようになったが、その反面、藩主とその茶道頭、家老など限られた人しか嗜むことのなかった武家茶道を一般に開放する動きにつながった。小堀遠州流12世家元の小堀宗舟は3000石の旗本であったが、明治維新後は大徳寺龍光院や孤篷庵を拠点として西日本各地にきれい寂びの茶道の普及に努めた。また、わび茶においても、裏千家13代円能斎鉄中は一時東京に居を移して茶道再興に努めた。この努力の甲斐あって有力財界人の関心を呼び、茶道が女子の教養科目として組み込まれた。このため茶道は、本来のわび茶とは別の「女子の教養」としての要素も獲得し、千家では今では美しい着物姿での華やかな茶会が当たり前になっている。また明治の同時期に鳥尾得庵、田中仙樵（後に大日本茶道学会を創設）は、利休が千家三流派など各流派へ茶道を分けたのではなく元々一つの流であったと唱え、多くの流儀の茶人達の旧幕時代からの伝承を一堂に集めて研究し、その成果を一般人へ発表することで日本の茶道を再び創り出そうとした。
こうした家元が広く庶民層を対象に茶の湯を教え広め、それを経済基盤として確立するのは大正時代以降と考えられるが、明治期の上層階級においては、旧大名や近世からの豪商に加えて新たに台頭した維新の功臣、財閥関係者らの「近代数寄者」とよばれる人々が茶の湯の復興をひと足早く先導した。彼らの茶の湯は「貴紳の茶の湯」と呼ばれ、家元の教えに従って実践する「流儀の茶の湯」と趣を異にし、自らの趣味によって独自の茶の湯を楽しむことを特徴とした。
ボストン美術館中国日本部に勤務していた岡倉覚三（天心）がアメリカで The Book of Tea（『茶の本』）を1906年（明治39年）に出版紹介した。この出版は欧米文化人の関心を呼んだ。岡倉は同書において、茶道を「世界的に認められている唯一のアジア的儀礼」であると位置付け、西洋において「午後のお茶」（アフタヌーンティー）が重要な役割を果たしていることを指摘している。
戦後、知識層から多くの伝統技芸が戦前・戦中のナショナリズム醸成に加担したとみなされ、茶道の家元も「権力者に近づき、特配をうけていた」などと批判、追及された。一方、急速に進む「アメリカ化」による日本文化喪失に対して危機感を持つ人々もあった。1947年、京都大学の久松真一は茶道を「喫茶を契機として創造せられた、芸術、道徳、哲学、宗教など文化のあらゆる部面を含んだ総合文化体系である」とする言説を唱えた。裏千家をはじめとする茶道界はこの言説を取り入れ、日本固有の文化の保存という存在意義を茶道に浸透させていった。戦後は海外にも茶道は広まり、茶道の大衆化は世界的レベルとなっている。
1980年代初め頃には、日本の茶道の所作は中国茶（茶芸）に用いられるようになった。現在の中国茶（茶芸）の「茶巾をたたむ」所作は、日本の茶道の影響の表れであるといえる。

## 茶道の流派

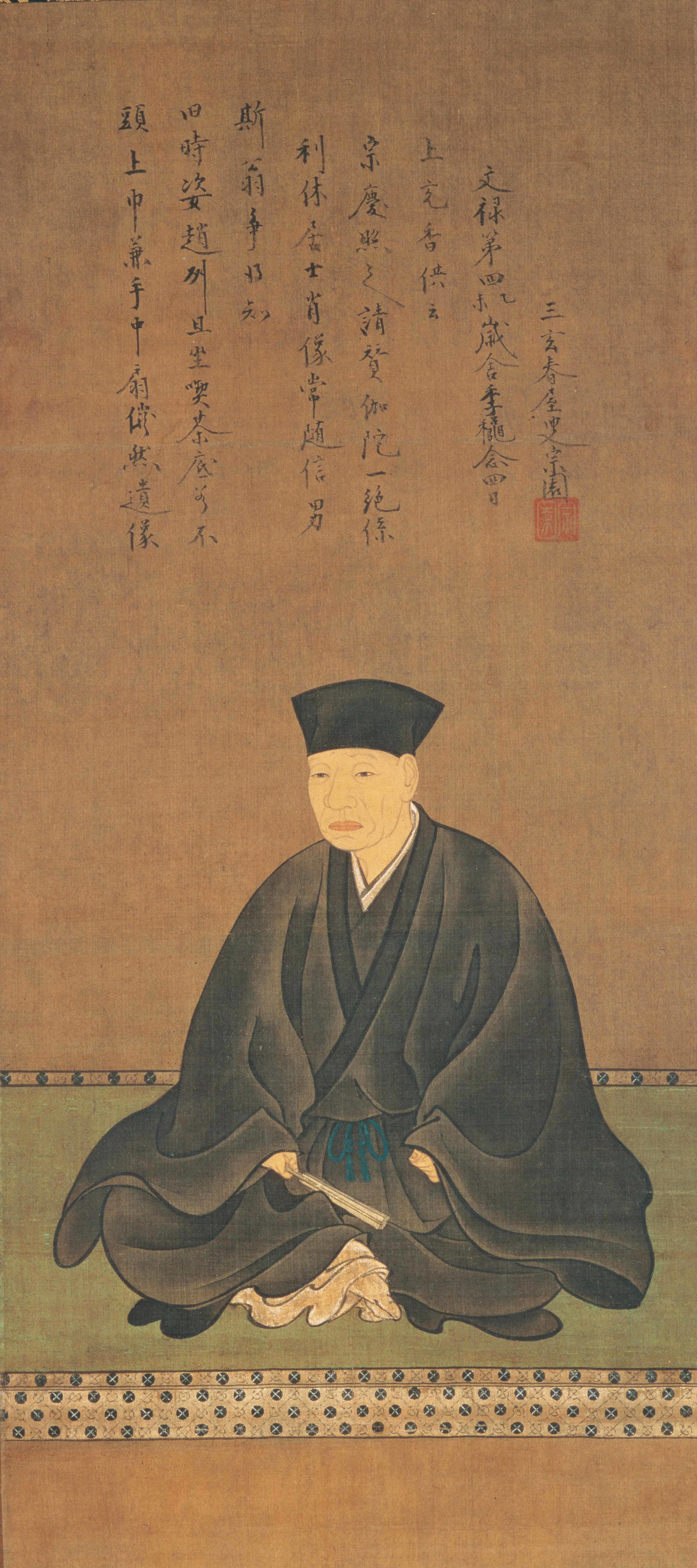
千利休像（長谷川等伯筆）

### 千利休以前の諸流派
流派と言うべきか定かではないが以下のような呼び習わしがあった。
- 奈良流 （ならりゅう） 珠光
- 東山流（ひがしやまりゅう） 能阿弥
- 堺流 （さかいりゅう） 武野紹鷗

この時期の創始と伝えられ現存するものには以下がある。
- 珠光流（じゅこうりゅう） 珠光
- 志野流（しのりゅう） 志野宗信 志野流香道の家元

### 千利休と同時期の創始による流派
多くは武野紹鷗の門人か千利休の直弟子を創始者とするものであり、利休の影響はうけつつも「宗旦流」とは異なる独自の茶風を形成している。今日、武家茶道と呼ばれる流派の多くはここに見ることができる。武家茶道は学校茶道や花嫁修行などに取り入れられていないため人口は少ないが、その一方で近現代における茶道の大衆化の影響が少ないため、江戸時代以前の武家の作法を基礎とした伝統が多く残っている。
- 遠州流 （えんしゅうりゅう）

江戸幕府3代将軍徳川家光の茶道指南役である大名茶人小堀遠州を流祖とし、子孫や門人に伝わる系統。侘び寂びに端正な美を加えた「きれい寂び」と呼ばれる美意識を重視する。
- - 遠州茶道宗家 （えんしゅうさどうそうけ）。小堀家大膳家に伝わる流派。
  - 小堀遠州流 （こぼりえんしゅうりゅう）。小堀治左衛門家に伝わる流派。柳営茶道を担う一派。
  - 大和遠州流 （やまとえんしゅうりゅう）。小堀遠州三男の小堀篷雪 から門人に伝わる流派。
  - 玉川遠州流（ぎょくせんえんしゅうりゅう）。小堀遠州の門人大森漸斎に伝わった流派。
- 織部流 （おりべりゅう） 古田織部 利休七哲の一人、武家茶道
- 上田宗箇流 （うえだそうこりゅう） 上田宗箇 古田織部の門人、武家茶道
- 藪内流 （やぶのうちりゅう） 藪内剣仲 利休と兄弟弟子、古田織部の門人
- 南坊流 - ウェイバックマシン（2004年2月13日アーカイブ分）（なんぼうりゅう） 南坊宗啓を始祖とするが実質は立花実山。
- 有楽流 （うらくりゅう） 織田有楽　利休の門人、武家茶道
  - 貞置流（さだおきりゅう） 織田貞置（ 織田有楽の甥信貞の子）以降の有楽流を貞置流とも呼んだ。武家茶道
- 三斎流 （さんさいりゅう） 一尾伊織 利休七哲の一人細川三斎の門人、武家茶道
- 御家流（おいえりゅう） 安藤信友 一尾伊織の門人米津田賢に師事、柳営茶道を担う一派。
- 肥後古流（ひごこりゅう） 熊本藩（上記の細川忠興の子孫が藩主家）で伝承され利休の流儀をそのまま伝えていると称される。武家茶道
  - 古市流 （ふるいちりゅう） 古市宗庵 円乗坊宗圓の女婿
  - 小堀流 （こぼりりゅう） 小堀長斎
  - 萱野流 （かやのりゅう） 萱野甚斎 古田織部の甥（現存するか不明）
- 小笠原家茶道古流（おがさわらけさどうこりゅう）古市了和 小倉小笠原藩の御家流。武家茶道
- 東藪内流 - ウェイバックマシン（2009年7月24日アーカイブ分）（あづまやぶのうちりゅう） 華道宣法未生流と共に伝えられ神奈川・青森などに見られる。
- 瑞穂流（みずほりゅう） 玉置一咄 日高郡手取城城主 代々紀州徳川家に仕え明治に流儀を改めるが戦後は神戸を中心に伝承。玉置一成『茶道要鑑』
- 安楽庵流 （あんらくあんりゅう） 安楽庵策伝（現存するか不明）

### 千道安の流れを汲む流派
千家の本家である堺千家（さかいせんけ）は千利休の実子である千道安が継いだが、後継の子なく断絶した。
- 宗和流 （そうわりゅう） 金森宗和 織部の影響を受けた
- 石州流 （せきしゅうりゅう） 片桐石州 千道安・織部門下の桑山宗仙（左近）に師事、武家茶道
  - 宗猿系（そうえんけい） 下條信隆 石州庶子。武家茶道
  - 古石州流 （こせきしゅうりゅう） 藤林宗源 石州家老。武家茶道
  - 大口派 （おおぐちは） 大口樵翁
  - 清水派 （しみずは） 清水動閑。武家茶道
  - 野村派 （のむらは） 野村休盛。武家茶道
  - 怡渓派 （いけいは） 怡渓宗悦
  - 伊佐派 （いさは） 磯野宗琢。江戸幕府4代将軍徳川家綱の茶道指南役を担い、現在も柳営茶道4流派の1つ。
- 鎮信流 （ちんしんりゅう） 松浦鎮信。柳営茶道の一角を担う。
- 不昧流 （ふまいりゅう） 松平不昧。武家茶道
- 宗観流 （そうかんりゅう） 井伊宗観（直弼）、武家茶道

### 千宗旦の流れを汲む流派
いわゆる「宗旦流（そうたんりゅう）」であり、三千家の他に、宗旦四天王の系譜である松尾流、庸軒流、宗徧流、普斎流や久田流なども含む。宗旦流は、江戸時代初期に、少庵の子である千宗旦とその弟子達に対して用いられた呼称。侘びに徹することを旨とする茶禅一味の傾向が強かったが、現在では華やかな着物や道具による芸能要素が強い。
- 三千家（さんせんけ） 千利休の後妻の連れ子である千少庵系統の家。堺千家に対して傍系に当たる。
  - 表千家（おもてせんけ） 不審庵 宗旦の三男（後妻の長男）が承継
  - 裏千家（うらせんけ） 今日庵 宗旦の四男（後妻の二男）が創設
  - 武者小路千家（むしゃこうじせんけ） 官休庵 宗旦の二男（先妻の二男）が創設
- 風早家 （かざはやけ）風早實種を祖とし宮中の茶道を指南した
- 宗徧流 （そうへんりゅう） 山田宗徧 宗旦四天王
- 庸軒流（ようけんりゅう） 藤村庸軒 宗旦四天王
  - 庸軒流宗積諦観派
- 普斎流 （ふさいりゅう） 杉木普斎 宗旦四天王（現存するか不明）
- 久田流 （ひさだりゅう） 久田宗栄 表千家の縁戚および分派
- 堀内流 （ほりのうちりゅう） 堀内仙鶴 表千家六代覚々斎の門人
- 松尾流 （まつおりゅう） 松尾宗二（楽只斎） 表千家六代覚々斎の門人
- 三谷流 （みたにりゅう） 三谷宗鎮 表千家六代覚々斎の門人（現存するか不明）
- 曲全流（きょくぜんりゅう） 河村曲全 表千家六代覚々斎の門人（現存するか不明）
- 表千家看月庵（おもてせんけかんげつあん）表千家七代如心斎の門人。初世は中村宗鷗。看月庵宗鷗または仙悦と号す。
- 江戸千家 （えどせんけ） 川上不白 表千家七代如心斎の門人
  - 表千家不白流 （ふはくりゅう） 川上宗什 川上不白の門人
  - 不白流石塚派 石塚宗通 川上不白の門人
  - 都千家（みやこせんけ） 森山宗江 江戸千家の分派
  - 雅流（みやびりゅう） 水谷宗雅 不白流の分派
- 吉田生風庵（よしだしょうふうあん）吉田紹和 表千家十代吸江斎の門人
- 速水流 （はやみりゅう） 速水宗達 裏千家八代又玄斎の門人

### 後代の新流派
千家流以外で上記より時代が新しい流派。また、活動は確認できるが系譜未確認の流派。
- 大日本茶道学会（だいにっぽんちゃどうがっかい） 田中仙樵。 特定の流派の継承ではなく各流派の秘伝開放、理論的比較研究の必要性を説いて設立。点前の基本は裏千家流と石州流。
- 松殿山荘流(しょうでんさんそうりゅう)。小堀遠州流第12世小堀宗舟直門の茶道家高谷宗範が昭和初期に茶の湯の原点である書院の茶に立ち返るために創始した[28]。点前の基本は小堀遠州流。
- 円位流(えんいりゅう)。小堀遠州流第12世小堀宗舟直門の小文法師が再興した西行庵の4代目当主花輪竹峯が創始した。薮内古流と小堀遠州流の点前を基本としている[29]。
- 壺月遠州流（こげつえんしゅうりゅう）
- 紫野千家（むらさきのせんけ） 秋野月紫。尾張徳川の家老家に伝わった今沢流の系譜。自衛隊などで習流。
- 覚花一心流（こうかいっしんりゅう） 巓崢宗弘。商家において家伝として伝承。
- 中宮寺御流（ちゅうぐうじごりゅう） 奈良中宮寺歴代宮門跡に伝承されている。
- 茶道富士庵流
- 燁々流 内山一元
- 雲伝心道流(うんでんしんどうりゅう)
- 宗旦古流（一身田流とも） 円猷上人 真宗高田派本山専修寺にて伝わる
- 表千家都流 荒木道勲（村重）を遠祖とする九州菊池郡に家伝として伝わった流派。昭和5年に先代荒木宗仙が継承して現在の流派名に改名した。それ以前は表千家都派。
- 江戸千家新柳流

## 著名な茶人
茶道に明るい人のことを（ちゃじん、さじん）という。著名な茶人については茶人人物一覧を参照。

## 茶道の実践
茶事
茶事とは少人数のあらかじめ招待された客を対象にして亭主が行う密接な茶会であり、ひとつ椀で同じ濃茶を回して飲んでゆく。昼食として懐石を供してから茶をふるまう正午の茶事が最も基本的な形とされるが、趣によって夏場の涼しい時間に行う「朝の茶事」。秋冬の長い夜をゆっくりと過ごす「夜咄し」などの茶事も行われることもある。趣によって、屋外を茶室に見立てる野点（のだて）や、テーブル・椅子を用いる立礼（りゅうれい）の茶事も行われる。
大寄せ
大寄せの茶会とは、多数の客を対象にして行う茶会である。炭手前・懐石は省略されることもあり、道具の拝見を省略することも多い。催事の添え釜として行われることもあり、月例行事として月釜を開催したり、市民茶会や大茶会と銘打って多数の流派が参加し、複数の茶席を設けて並行してもてなすこともある。客としてはもっとも気軽な催しの一つだが、亭主としては晴れがましい披露の場でもある。
- 北野大茶湯：天正15年10月1日（1587年11月1日）に京都北野天満宮境内において豊臣秀吉が催した大規模な茶会
- 柳営茶会：徳川家家臣の親睦団体が主催し、将軍に茶道を指南した小堀遠州流、石州流伊佐派と御家流、鎮信流の武家茶道四派が釜を掛ける
- 北野天満宮献茶祭
- 東京大茶会：江戸東京たてもの園（東京都小金井市）、浜離宮恩賜庭園・東京都中央区）
- 杜の都大茶会：勾当台公園（仙台市）
- 金沢・兼六園大茶会：兼六園（金沢市）
- 名古屋大茶会：名古屋城二の丸東庭園（名古屋市）
- 奈良大茶会：奈良市内の寺社
- 和歌山城市民茶会：和歌山城岡公園（和歌山市）

献上茶事
献茶とも呼ぶ。神社仏閣寺院の御前で行う茶事。貴人茶碗で神仏へ茶を奉じる。参加は一般も含む場合がほとんどだが、茶席は別に用意されており、お守りやお札を渡す場合もある。
口切り茶事
10月末 - 11月初旬に家元で行う年初めの茶事、5月に摘んだ茶葉を茶壺にいれ、保管した壺の封を切り、臼を回して抹茶にする。篩にかけ濃茶薄茶の味をみる茶事で、流派の1年を占う重要な茶事となる。

## 茶道に関係する音楽作品
「宇治巡り」（地歌・箏曲）
文化文政の頃、京都で活躍した盲人音楽家、松浦検校が作曲した手事（てごと）もの地歌曲。箏の手付は八重崎検校。「喜撰」「雁が音」など、多数の茶の銘を詠み込み四季の順に配列しつつ、春夏秋冬の茶の名産地宇治を巡り歩くという風流な趣向の曲。大曲で二箇所の手事（楽器だけで奏される器楽間奏部）も音楽的に凝ったもので、転調も頻繁に現れ、技術的にもなかなか難しい曲。「松浦の四つ物（四大名曲）」のひとつとされている。
「茶音頭」 （地歌・箏曲）
文化文政時代、京都で活躍した盲人音楽家、菊岡検校が作曲、八重崎検校が箏の手付をした手事もの地歌曲。「茶の湯音頭」と呼ぶ流派もある。「音頭」は本来雅楽用語であり、のち近世邦楽全般において広く使われ、この曲も民謡とは関係ないので注意が必要。俳人横井也有の「女手前」から抜粋した歌詞で、多数の茶道具を詠み込みつつ男女の仲がいつまでも続くよう願った内容。三味線の調弦が「六下がり」という非常に特殊なもので、独特な響きがこの曲独自の雰囲気を作り出しており、歌の節も凝っている一方で手事が長く、八重崎検校の箏手付も巧みで合奏音楽としてもよくできているので、現代でも演奏会でよく取り上げられる曲である。お手前の伴奏として演奏されることもある。
「上方舞」（地唄舞）においても好んで舞われ、いくつかの流派ごとの振り付けがあるが、どれも袱紗を使用したり、茶道の所作をいれたりする特徴のあるものである。
「宇治茶」（上方歌・端唄・うた沢）

## 茶道の雑誌・手帳
- 河原書店『茶道雑誌』（表千家）
- 淡交社『淡交』（裏千家）
- 淡交社『なごみ』（一般）
- 淡交社『茶道手帳』（裏千家）
- 宮帯出版社『茶道実用手帳』（表・裏千家）
- 宮帯出版社『茶湯手帳』（諸流儀）

## 茶道の研究誌
- 茶の湯文化学会『茶の湯文化学』
- 今日庵文庫『茶道文化研究』
- 茶書研究会『茶書研究』

## 美術館
- 表千家北山会館（京都市北区） - 表千家
- 茶道資料館（京都市上京区） - 裏千家
- 湯木美術館（大阪府大阪市）
- 田部美術館（島根県松江市）
- 木村茶道美術館（新潟県柏崎市）
- 大樋美術館（石川県金沢市）
- 茶の湯美術館（岐阜県高山市）
- 福井市愛宕坂茶道美術館（福井県福井市）
- 宇野茶道美術館（福井県越前市）
- 古田織部美術館（京都市北区）
- 畠山記念館(東京都港区)
- 樂美術館(京都市上京区)
- 大西清右衛門美術館（京都市中京区）

## 朝鮮・韓国
日本統治時代に、日本人によって茶の生産と普及が進められた。1911年に尾崎市三が光州市無等山証心寺付近に無等茶園を作り、1913年に小川が全羅北道井邑市に小川茶園を作った。また、1930年代から高等女学校と女子専門学校で日本式茶道が教育された。朝鮮で日本式茶道が普及し茶の消費が増加し、茶の供給を増やすために1939年に尼崎関西ペイント株式会社（京城化学）が全羅南道宝城郡に宝城茶園を作った。
1960年代以後、茶に対する関心が新たにおこり始めた。1979年に韓国茶人会（한국차인회）が創立され、1984年に韓国茶人連合会（한국차인연합회）に改編された。また、1982年2月6日に全国大学茶会連合会（전국대학다회연합회）が、1983年に韓国茶道協会（한국다도협회）が、1989年には韓国茶文化協会（한국차문화협회）が設立された。ほとんどは日本の茶道の模倣のようである。1983年に韓国茶道協会は茶道博物館を開館した。2001年に釜山女子大学校が茶道学科を新設した。成均館大学校や誠信女子大学校（ko:성신여자대학교）の特殊大学院には茶道専攻が開設されている。